# Леде, Жан-Франсуа Бетт
Жан-Франсуа-Никола Бетт (фр. Jean-François-Nicolas Bette; 1667 или 6 декабря 1672, Леде (Восточная Фландрия) — 11 января 1725, Мадрид), 3-й маркиз де Леде — испанский военачальник, участник войны за Испанское наследство и войны Четверного альянса.

## Биография
Сын Амбруаза Огюстена Франсуа Бетта, 2-го маркиза де Леде, и Доротеи Брижит де Крой, внук Гийома Бетта.
Сеньор Ангро и Отреппе, великий бальи городов Алст и Граммон, рыцарь ордена Сантьяго (1679), командор Бьедмы.
В войне за Испанское наследство принял сторону Филиппа Анжуйского, 31 марта 1703 был пожалован в рыцари ордена Золотого руна.
В 1703 году сражался в битве при Экерене, 9 июля 1705 произведен в лагерные маршалы. В 1706 году отличился в битве при Рамийи; рассказывали, что он бросился в самую гущу схватки, чтобы спасти своего молочного брата Яна Вандервена.
После того, как Бурбоны потеряли Нидерланды, маркиз продолжил службу в Испании. В 1709 году стал генерал-лейтенантом, а 1 октября 1710 генерал-капитаном. В 1712 году был назначен в армию Эстремадуры, а после окончания войны 2 октября 1714 стал губернатором Барселоны и командующим войсками. 13 октября 1715 маркиз де Леде был назначен генерал-капитаном Майорки и Ивисы. С 7 мая 1717 занимал должность командующего войсками Арагона.
В 1717 году вместе с герцогом де Монтемаром руководил завоеванием Сардинии, после чего был назначен её вице-королем, а 13 декабря 1717 стал генеральным директором испанской и иностранной пехоты.
В следующем году во главе 30-тыс. армии возглавил экспедицию на Сицилию, где испанцам противостояли австрийские войска графа Мерси и савойские части графа Маффеи. С помощью валлонской гвардии, которую он затребовал для проведения кампании, Леде овладел Кастелламаре, Мессиной, Палермо, и разбил австрийские войска в сражениях при Милаццо (1718) и Франкавилле (1719), став вице-королем и генерал-капитаном Сицилии. После двух лет борьбы, шедшей с переменным успехом, испанцы были вынуждены эвакуировать войска, и маркиз был уполномоченным в ходе переговоров о перемирии.
12 сентября 1720 возведен королем в достоинство гранда Испании 1-го класса. В том же году с 16-тыс. корпусом был направлен на помощь Сеуте, осажденной войсками Мулай Исмаила. Маркиз де Леде разгромил марокканцев под стенами города и отбросил султана к Тетуану, но из-за начавшейся в следующем году вспышки чумы отказался от дальнейшего наступления на Танжер и Тетуан и отбыл в Испанию, где был назначен генерал-капитаном побережья Андалусии.
Вошел в состав Консультативного совета, созданного 10 января 1724 при восшествии на престол Луиса I и представлявшего собой кабинет под председательством маркиза де Мирабаля. Маркиз де Леде отвечал за отношения с Англией и Голландией. 6 октября 1724 также был назначен президентом Верховного военного совета. После смерти Луиса маркиз был уволен со службы и вскоре умер.
Маркиз де Леде считался одним из лучших генералов своего времени.

## Семья
Жена (11.12.1722): Анна Мария де Крой (7.04.1706—30.09.1792), первая придворная дама герцогини Пармской, дочь герцога Филиппа-Франсуа де Кроя, графа дю Рё, и Анны-Луизы де Латрамери
Дети:
- Эммануэль-Фердинанд Бетт (13.01.1724—6.07.1792), маркиз де Леде